# Xã Lee, Quận Franklin, Iowa
Xã Lee (tiếng Anh: Lee Township) là một xã thuộc quận Franklin, tiểu bang Iowa, Hoa Kỳ. Năm 2010, dân số của xã này là 179 người.